# Prezelj
Prezelj je priimek več znanih Slovencev:
- Antonija Prezelj - Katica (1919—2012), partizanka
- Domen Prezelj (*1974), glasbenik, muzikolog, bibliotekar (nototeka)
- Dušan Prezelj (*1949), atlet, skakalec v višino
- Irena Mirnik Prezelj (1955—2018), arheologinja in jezikoslovka
- Ivan Prezelj (1895—1973), general Jugoslovanske vojske v domovini
- Iztok Prezelj (*197?), obramboslovec, univ. prof.
- Jasna Prezelj Perman (*1970), matematičarka, prof. FMF
- Joško (Josip) Prezelj (1884—1969), romanist, rusist, prevajalec, slovaropisec
- Jože Prezelj, košarkar
- Jurij Prezelj (*1972), strojnik, akustik, energetik
- Lojze Prezelj (1907—1986), agronom fitopatolog
- Marija Prezelj (*1948), klinična biokemičarka, hematologinja?
- Maks Prezelj (1894—1980), naravoslovec in pedagog
- Marjan Prezelj (1909—1984), gradbenik, komunalec
- Marko Prezelj (*1965), alpinist in fotograf
- Pia Prezelj (*1995), pisateljica, prevajalka, novinarka, publicistka
- Rožle Prezelj (*1979), atlet, skakalec v višino
- Stanka Prezelj (*1952), atletičarka, skakalka v višino
- Viktor Prezelj (1924—2007), publicist, zbiralec ljudskega izročila

## Etimologija
Prezelj (tudi v različicah Prezel in Presl) izhaja iz osebnega imena Ambrož.